# Louis Nicolas Vauquelin

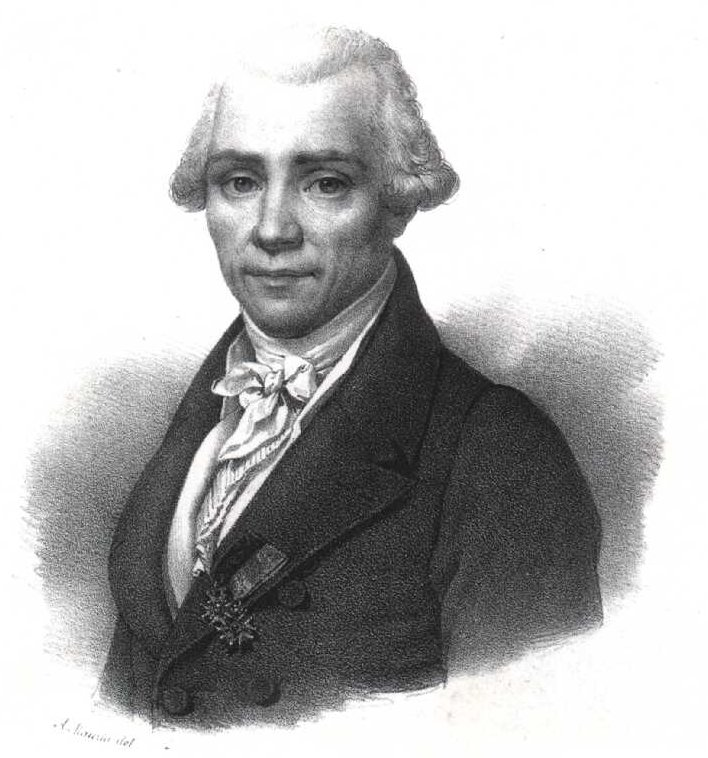
Louis Nicolas Vauquelin

Louis Nicolas Vauquelin, född 16 maj 1763 i Saint-André-d'Hébertot, departementet Calvados, död där 14 november 1829, var en fransk kemist.

## Biografi
Vauquelin började sin bana som farmaceut i Rouen och ingick 1780 på Antoine François de Fourcroys laboratorium i Paris. Han undervisade vid École des mines, École polytechnique, Collège de France och Jardin des plantes samt blev 1811, efter Fourcroys död, dennes efterträdare vid École de médecine i Rouen och sedermera professor i kemi vid École polytechnique i Paris och direktör för École spéciale de pharmacie.
Vauquelin var en av sin tids främsta kemister. Han upptäckte grundämnena krom och beryllium, utförde ett stort antal undersökningar inom den oorganiska och den organiska kemins områden och bidrog väsentligen till den kemiska analysens utbildande. Han lyckades också med att få gasen ammoniak flytande vid atmosfärstryck. Hans arbeten är till större delen offentliggjorda i "Annales de chimie", vars utgivare han var sedan 1791, och i "Annales des mines". Han invaldes 1816 som utländsk ledamot av Vetenskapsakademien i Stockholm.